# Ten Summoner's Tales
Ten Summoner's Tales é o quarto álbum de estúdio do cantor Sting, lançado a 9 de Março de 1993.
O disco ganhou dois Grammy Award, um na categoria "Best Male Pop Vocal Performance" com a música "If I Ever Lose My Faith in You" e outro na categoria "Best Engineered Recording, Non Classical".

## Faixas
Todas as faixas por Sting, exceto onde anotado.
1. "If I Ever Lose My Faith in You" – 4:30
2. "Love Is Stronger Than Justice (The Munificent Seven)" – 5:11
3. "Fields of Gold" – 3:42
4. "Heavy Cloud No Rain" – 3:39
5. "She's Too Good for Me" – 2:30
6. "Seven Days" – 4:40
7. "Saint Augustine in Hell" – 5:05
8. "It's Probably Me" (Sting, Eric Clapton, Michael Kamen) – 4:57
9. "Everybody Laughed But You" – 3:53
10. "Shape of My Heart" (Sting, Dominic Miller) – 4:38
11. "Something the Boy Said" – 5:13
12. "Epilogue (Nothing 'Bout Me)" – 3:39

## Ficha técnica[3]

### Músicos
- Sting - Vocal principal, compositor, baixo, produção musical
- Sian Bell - Violoncelo
- Larry Adler - Gaita, artista convidado
- Brendan Power - Gaita
- Dominic Miller - Guitarra, compositor, artista convidado
- Eric Clapton - Compositor
- Michael Kamen - Compositor
- Vinnie Colaiuta - Bateria, artista convidado
- Kathryn Tickell - Violino, gaita de fole
- Dave Heath - Flauta
- David Sancious - teclados
- Paul Franklin - Pedal Steel
- Richard Edwards - Trombone
- Mark Nightingale - Trombone
- John Barclay - Trompete
- Guy Barker - Trompete
- James Boyd - Viola
- Simon Fischer - Violino

### Equipe técnica
- Pete Lewis - Engenheiro assistente e auxiliar de mixagem
- Simon Osborne - Engenheiro assistente e auxiliar de mixagem
- Richard Frankel - Designer
- Norman Moore - Designer
- David Tickle - Masterização digital
- Hugh Padgham - Engenheiro, mixador e produtor
- Martin Pradler - Produtor
- Bob Ludwig - Masterização
- Kevin Westenberg - Fotografia

## Paradas
| Parada (1993)                  | Posições |
| ------------------------------ | -------- |
| Estados Unidos - Billboard 200 | 2        |